# Берляш
 Берля́ш (тат. Берләш) — деревня в Апастовском районе Татарстана.  Входит в состав Верхнеаткозинского сельского поселения.

## География
Находится в западной части Татарстана на расстоянии приблизительно 19 км на север от районного центра поселка Апастово в 1,5 км от реки Свияга.

## История
Основана в 1930-х годах. 

## Население
Постоянных жителей было в 1949 — 162, в 1958 — 140, в 1970 — 110, в 1979 — 90, в 1989 — 34. Постоянное население составляло 18 человек  (татары 83%) в 2002 году, 8 в 2010.